# Glossolepis
Glossolepis là một chi cá trong họ cá cầu vồng đến từ New Guinea.

## Các loài
Hiện hành có 09 loài được ghi nhận trong chi này
- Glossolepis dorityi G. R. Allen, 2001 (Doritys rainbowfish)
- Glossolepis incisus M. C. W. Weber, 1907 (Red rainbowfish)
- Glossolepis kabia (Herre, 1935)
- Glossolepis leggetti G. R. Allen & Renyaan, 1998 (Leggett's rainbowfish)
- Glossolepis maculosus G. R. Allen, 1981 (Spotted rainbowfish)
- Glossolepis multisquamata (M. C. W. Weber & de Beaufort, 1922) (Sepik rainbowfish)
- Glossolepis pseudoincisus G. R. Allen & N. J. Cross, 1980 (Tami River rainbowfish)
- Glossolepis ramuensis G. R. Allen, 1985 (Ramu rainbowfish)
- Glossolepis wanamensis G. R. Allen & Kailola, 1979 (Lake Wanam rainbowfish)